# Plebejus appenninicola
Plebejus appenninicola är en fjärilsart som beskrevs av Ruggero Verity 1919. Plebejus appenninicola ingår i släktet Plebejus och familjen juvelvingar. Inga underarter finns listade i Catalogue of Life.